# 황서연
황서연(1998년 10월 16일~)은 대한민국의 YTN 및 YTN 사이언스 아나운서이다. 《YTN 뉴스퀘어 4AM》의 진행자(2024. 5. 1.~)이다.

## 학력
- 서강대학교 정치외교학 학사

## 경력
- 2020 HCN 관악방송 아나운서
- 2020~2021 한국경제TV 시황캐스터
- YTN·YTN사이언스 아나운서(2021년~)

## 방송
- YTN 《YTN 뉴스퀘어 4AM》(2024년 5월 1일~)
- YTN 《굿모닝 와이티엔》(평일 1부, 2023년 11월 13일~2024년 4월 1일)
- YTN 《뉴스출발》(2022년 9월 1일~2023년 11월 12일)
- YTN 《YTN 뉴스와이드》
- YTN 《YTN 24》
- YTN사이언스《사이언스 투데이》